# Lacroixite
La lacroixite est un minéral de la classe des phosphates, qui appartient au groupe de la tilasite. Il a été nommé en l'honneur d'Antoine François Alfred Lacroix (Macon, France, 4 février 1863 - Paris, 12 mars 1948), un minéralogiste français.

## Caractéristiques
La lacroixite est un phosphate de formule chimique NaAl(PO4)F. Elle cristallise dans le système monoclinique. Sa dureté sur l'échelle de Mohs est de 4,5.

## Classification
Selon la classification de Nickel-Strunz, la lacroixite appartient à "08.BH: Phosphates, etc. avec des anions supplémentaires, sans H2O, avec des cations de taille moyenne et grande, (OH, etc.):RO4 = 1:1", avec les minéraux suivants : thadeuite, durangite, isokite, maxwellite, panasqueiraïte, tilasite, drugmanite, bjarébyite, cirrolite, kulanite, penikisite, perloffite, johntomaïte, bertossaïte, palermoïte, carminite, sewardite, adélite, arsendescloizite, austinite, cobaltaustinite, conichalcite, duftite, gabrielsonite, nickelaustinite, tangéite, gottlobite, hermannroséite, čechite, descloizite, mottramite, pyrobelonite, bayldonite, vésigniéite, paganoïte, jagowerite, carlgieseckeite-(Nd), attakolite et leningradite.

## Formation et gisements
Elle a été découverte dans les roches de Greifensteine (en), près de la ville d'Ehrenfriedersdorf, dans le Land de Saxe (Allemagne). Elle a également été décrite en Argentine, aux États-Unis, en Finlande, en France, au Portugal, en Slovaquie, en Tchéquie, au Rwanda, au Japon et en Australie.